# Araguapaz
Araguapaz é um município brasileiro do interior do estado de Goiás, Região Centro-Oeste do país. Sua população estimada em 2020 era de 8.218 habitantes. 
Está localizado na microrregião do Rio Vermelho, correspodente à Microrregião Homogênea 353 do Brasil; sua área está compreendida entre os paralelos 14º e 15 de latitude sul e os meridianos 50º e 51 de longitude leste de Greenwich. Ocupa uma extensão de 2.127,65 km², privilegiada por encontrar no centro da região do Vale do Araguaia, ligado pela GO 164 Faina-Mozarlândia e GO 530 Aruanã.

## História
A ocupação da área surgiu por volta do ano de 1958, com a chegada de Dolzane de Paula Bastos, natural de Orizona-GO, junto com alguns companheiros. Logo após sua chegada em 1961 chegou José Antonio Claudio (Zé Melquiedes). Penetraram nas matas com seus cargueiros, abrindo picadas à procura de um lugar para se fixarem. Construíram seus ranchos e plantaram roças às margens do Córrego Cambuí e, em 3 de maio de 1961, com a celebração da primeira missa pelo Monsenhor Lincoln Monteiro Barbosa, deu-se início do povoado que era conhecido por Cavalo Queimado.
Pelo fato da região estar situada próxima ao Ribeirão Cavalo Queimado ficou inicialmente o povoado conhecido por este nome. Em 19 de junho de 1963, o município de Goiás através da Lei n.º 42, elevou o povoado a categoria de Distrito. Mais tarde passou a ser conhecido por São Joaquim do Araguaia e posteriormente, através da Lei n.º 7.058, de 27 de junho de 1963 passou a se denominar Araguapaz. A origem desse nome deu-se devido a localidade estar situada no Vale do Rio Araguaia e próximo ao Ribeirão Isabel Paes.
Pela Lei Estadual n.º 9.179 de 14 de maio de 1982, Araguapaz foi elevada à categoria de Município, tendo como primeiro prefeito Sr. José João Henrique de Vasconcelos e dos vereadores em 15 de novembro de 1982, o mesmo continuou administrando o município de 1983-1988.
A economia do município se baseia na agropecuária e agricultura.

## Geografia
A estrutura geológica do município é marcada pela presença do Complexo Goiano, cobrindo a maior parte do território. Suas rochas são antiquíssimas datadas no Pré-Cambriano Inferior.
A Noroeste e numa estreita faixa no extremo ocidental da área aparecem coberturas recentes do Quartenário Holoceno, que são as coberturas sedimentares do Bananal e os depósitos Holocenos Aluvionares, estes margeando os cursos d'água do extremo ocidental.
Grande parte da área do município encontra-se no que se denomina Peneplanícies do Araguaia, onde o relevo apresenta uma topografia suavemente ondulada. Algumas elevações aparecem na parte centro-oriental destacando-se a Serra Dourada, a Serra da Bocaína, a Serra dos Dois Irmãos e Morros do Balaio e do Chupador.
A rede hidrográfica compreende a mini bacia do Rio do Peixe que é afluente na Bacia do Rio Araguaia. A rede de drenagem é do tipo dentrítica, apresentando o leito dos rios pouco cavado devido à forma de relevo (suavemente ondulada). Os principais cursos de água são os rios: Peixe e Tesouras; os ribeirões Isabel Paes, Cavalo Queimado, Alagado, Alagadinho, Lagoinha e Roncador, além de vários outros córregos que drenam o município.
O clima, segundo a classificação, é do tipo tropical úmido, apresentando uma temperatura média anual em torno de 27 °C. Duas estações são bem definidas: seca e chuvosa, sendo que esta última apresenta chuvas regulares no período de outubro a março.
A vegetação predominante é o Cerrado, que ultimamente está cedendo lugar às lavouras e pastagens. Aparecem vestígios de matas ciliares acompanhando o curso dos rios.
A cidade também está situada na região do Boi Gordo, que tem esse nome pela grande produção de bovinos na região, que é composta pelas cidades: Araguapaz, Aruanã, Mozarlândia, Mundo Novo, Nova Crixás e São Miguel do Araguaia.

## Política
Em 15 de novembro de 1988 é eleito para um mandato de quatro anos Sebastião Francisco Alves. O município ainda teve como administrador o Sr. Itamar Bernardino de Souza (1993-1996), Antonio Abadia Assunção Pinto (1997-2000), José Segundo Resende Junior, por dois mandatos (2001-2008), Jonas Souza da Rocha (2009-2012), Fausto Brito Luciano (2013-2016).
Em 2016 Marcia Bernardino, foi eleita a nova prefeita de Araguapaz com 2686 votos, com 95 votos a frente do candidato a reeleição Fausto Brito Luciano que obteve 2.591 votos.
Em 2013, o prefeito Fausto Brito Luciano (PSDB) foi preso durante o exercício do mandato, na Operação Tarja Preta, acusado de pertencer a uma quadrilha que superfaturava a compra de remédios do município.